# 山口裕子
山口裕子（日语：やまぐち ゆうこ，1955年10月24日—）是日本人物設計師及插畫家。她被稱為第三代『Hello Kitty』的人物設計師。

## 生平
山口裕子出生在日本高知縣高知市。她在女子美術大學藝術學部就讀工業設計課程。1978年，山口加入了三麗鷗公司。1980年，她成為第三代Hello Kitty的人物設計師。她一直是Hello Kitty大部分人物史的主要設計師。
除了Hello Kitty，山口自2008年以來一直在『寶石寵物』做設計。她還做了朝日電視台官方吉祥物Go-Chan的插圖。

## 外部連結
- 官方博客 （页面存档备份，存于） （日語）